# オウム

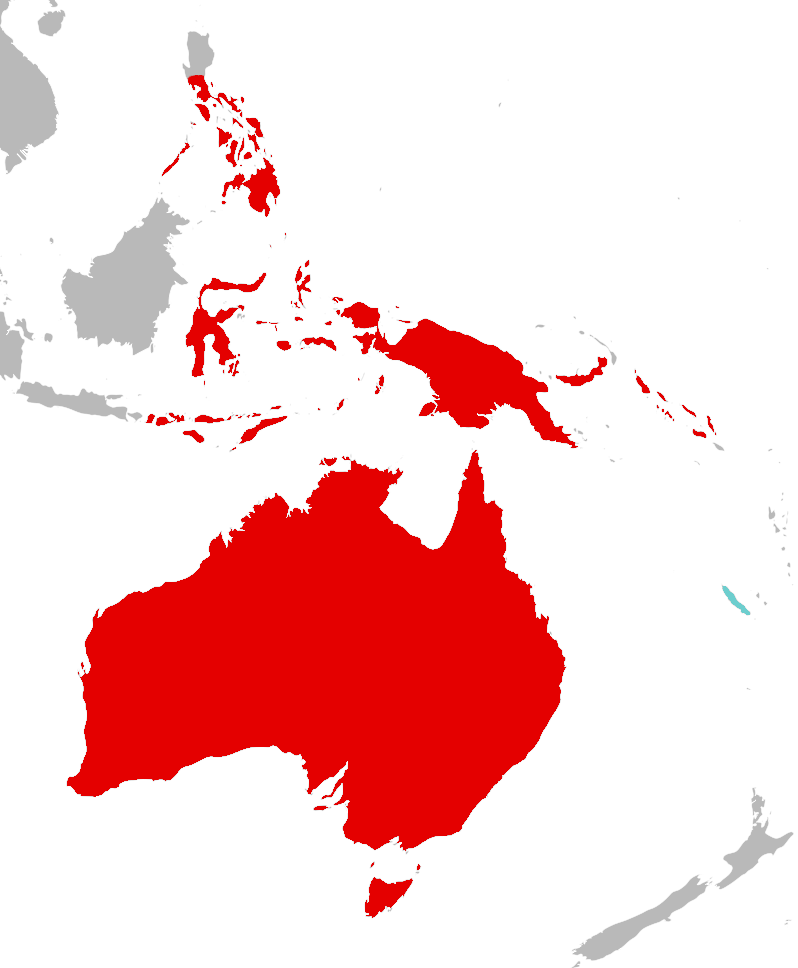
赤色：現在のオウムの生息地
青色：近年化石が発見された場所

オウム（鸚鵡）は、オウム目オウム科（Cacatuidae）に属する鳥の総称。インコ科（Psittaculidae、アジア・太平洋・オーストラリア産のインコ）、ヨウム科（Psittacidae、アフリカとアメリカ大陸産のインコ）、フクロウオウム科（Strigopidae、ニュージーランド産の大型のインコ）とともに、オウム目を構成する。現生種の系統関係には未解明の点が多いものの、オウム科を独立した科として位置づけることは広く認められている。オウム科はオーストラレーシアに分布し、フィリピン、ワラセアのインドネシア諸島東部からニューギニア島、ソロモン諸島、オーストラリアに及ぶ。英語名「Cockatoo」は、マレー語名の「kaka(k)ktua」に由来する（kaka「インコ」+ tuwah、または kaka「姉妹」+ tua「年上」）。
オウムはその特徴的な冠羽（crest）と湾曲したくちばしにより、容易に識別できる。オウム科で最小の種であるオカメインコは小型だが、一般的にオウムはインコよりも大型である。羽毛の色彩はインコと比べて地味な傾向があり、主に白色、灰色、または黒色を基調とし、冠羽や頬、尾羽などに彩色が見られる。
バタンインコの仲間（Cacatua 属）は白色の羽毛を持つ11種からなり、小型のLicmetis 亜属を含む。これに近縁な系統には、ピンク色と灰色の羽毛を持つモモイロインコ、ピンク色と白色の羽毛を持つクルマサカオウムがある。クロオウムの仲間（Calyptorhynchus属）の5種は大型で、黒色の羽毛を持つ。その他、大型で黒い羽毛を持つヤシオウム、主に灰色の羽毛を持つアカサカオウム、小型で主に灰色の羽毛を持つオカメインコがあり、これらはオウム科の進化の初期において、他のオウムと分岐したと考えられている。
オウムの餌は主に種子、塊茎、球茎、果実、花、昆虫である。採食行動は群れで行うことが多く、特に地上で採食する際は大きな群れを形成する。一雌一雄でつがいを作り、樹洞に営巣する。一部のオウムは居住環境の喪失、特に営巣に適した樹洞をもつ大木の伐採により、悪影響を受けている。一方で、人為的な環境の改変に適応し、農業害鳥として問題視される種も存在する。
オウムはペットとして人気があるが、飼育は容易でない。ただし、オカメインコは比較的飼育が容易で、ペットとして人気が高い。一方で、野生個体の大規模な捕獲や違法な取引のため、絶滅に瀕している種も存在する。

## 英語名の由来
英語名の「cockatoo」は17世紀に遡る。語源は、マレー語でこれらの鳥を指すKakatuwah または Kakak Tua (「年長の兄弟」、特に「姉」の意) に由来し、これがオランダ語の「kaketoe」を経て英語に伝わったとされる。17世紀には「cacato」、「cockatoon」、「crockadore」などの別称があり、18世紀には「cocatore」や「cocatoo」も使用されていた。これらの名称は、科の学名「Cacatuidae」や属の学名「Cacatua」に反映されている。
オーストラリア英語やスラングでは、秘密裏または違法な行い（特に賭博）を行う際、見張り役を務める人物を「cockatoo」と呼ぶ。また、小規模な農家を指して、滑稽または軽い侮蔑の意味を込めて「cocky farmers」（「cocky」は「cockatoo」の短縮形）と呼ぶことがある。

## 分類学
現在のオウム科を、最初にインコ科（Psittacidae）の亜科「Cacatuinae」として分類したのは、1840年、英国の自然学者ジョージ・ロバート・グレイである。この際、Cacatua 属が初めて属として記載された。その後、このグループは専門家によって、科とするか亜科とするかの位置づけが議論されてきた。1937年、アメリカの鳥類学者ジェイムズ・リー・ピーターズは著書『Check-list of Birds of the World』でオウムをインコ科の亜科として位置づけ、1973年にはオウム目の専門家ジョセフ・フォーショウがオウム科として分類したが、1990年にはシブリーとモンローが再びインコ科のオウム亜科とした。その後の分子分岐学的研究により、オウム目で最初に分岐したのはニュージーランドのフクロウオウム科であり、これに続いてオウム科が分岐したことが明らかとなった。オウム科は、現在ではよく定義された単系統群とされる。その後、残りの系統が南半球への適応放散を経て多様化し、コンゴウインコ、ヒインコ、ボタンインコなど、様々なインコ科の種になったことが示されている。
オウム科の種間の系統関係は、現在でも完全には解明されてはおらず、現時点でのデータはオウム科を亜科に細分することを支持していない。特にアカサカオウム（Callocephalon fimbriatum）とオカメインコの位置は、系統分類上の難題となっている。1996年、オーストラリアのアマチュア鳥類学者ジョン・コートニーは、これら2種の雛が餌をねだる際に頭を振る様子が他の種とは異なり、むしろインコ科の動きに似ていることを観察した。1999年、アメリカのデイビッド・ブラウンと キャサリン・トフトは、ミトコンドリア DNA の塩基配列の比較から、これら2種が Cacatua 属よりもクロオウム属（Calyptorhynchus）に近縁であることを明らかにした。この結果は、オーストラリアの鳥類学者リチャード・ショッデが提案した、亜科「Cacatuinae」を設けてアカサカオウムとCacatua 属をまとめる体系と対照的である。さらに、β-フィブリノゲン遺伝子領域の一部を用いたDNA分析でも、アカサカオウムがクロオウムに近縁であることが示されている。
Eolophus 属（モモイロインコ）、Lophocroa 属（クルマサカオウム）、Cacatua 属の3属は、議論の余地の無い明確な単系統群を成す。これらの種は白変種で、性的二型が顕著ではない。これらの中では Eolophus 属が最も基部で分岐し、Lophochroa 属と Cacatua 属が姉妹群を成す。Cacatua 属はさらにLicmetis 亜属（アカビタイムジオウムなど）と Cacatua 亜属に分けられる。英語では、Licmetis 亜属は 「corella」、Cacatua 亜属は「white cockatoo」と呼ばれるが、「white cockatoo」は Cacatua 属全体を指すこともある。
オウム科の残り6種は、羽毛の大部分が黒色である。これらのうち、ヤシオウムは単独で Probosciger 属を構成し、オウム科の最も初期に分岐した系統でもある。Calyptorhynchus 属の5種は一般にクロオウムとして知られ、Calyptorhynchus 亜属と Zanda 亜属の2亜属に分けられる。Calyptorhynchus 亜属の色彩は性的二型を示し、雌は特徴的な縞模様の羽毛を持つ。2亜属は、雛が餌をねだる際の鳴き声でも区別できる。
オウム科の化石記録は、一般的にインコ科に比べて非常に限られている。現時点で知られている確実なオウム科の化石は、オーストラリアのリバースレイにおける初期中新世（1600-2300万年前）の堆積層から発見された1種類のみで、Cacatua 属、おそらくはLicmetis 亜属と考えられている。この化石は断片的ではあるが、ヒメテンジクバタンやモモイロインコによく似ている。また、メラネシアのニューカレドニアやニューアイルランドでは、Cacatua 亜属の骨の半化石が見つかっており、初期のヒトの進出によって絶滅したと考えられている。オウム科の進化や系統関係については、これらの化石から得られる知見は限られている。しかし、リバースレイの化石により、オウム科の亜科間の分岐年代がある程度推定できるようになると期待されている。

### オウム科 Cacatuidae
- Nymphicus オカメインコ属

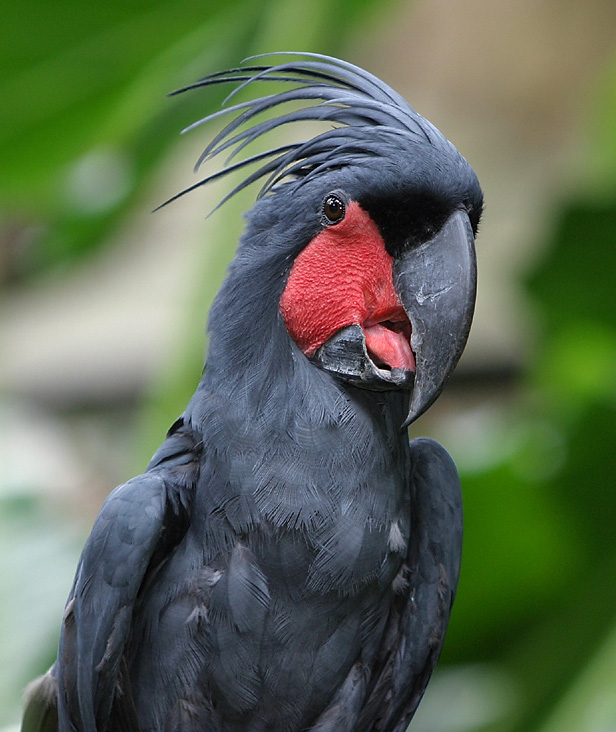
ヤシオウム 強力な嘴と赤い頬をしている。体長は 55–60 cm、体重は 910–1200 gあり、最大のオウムである。

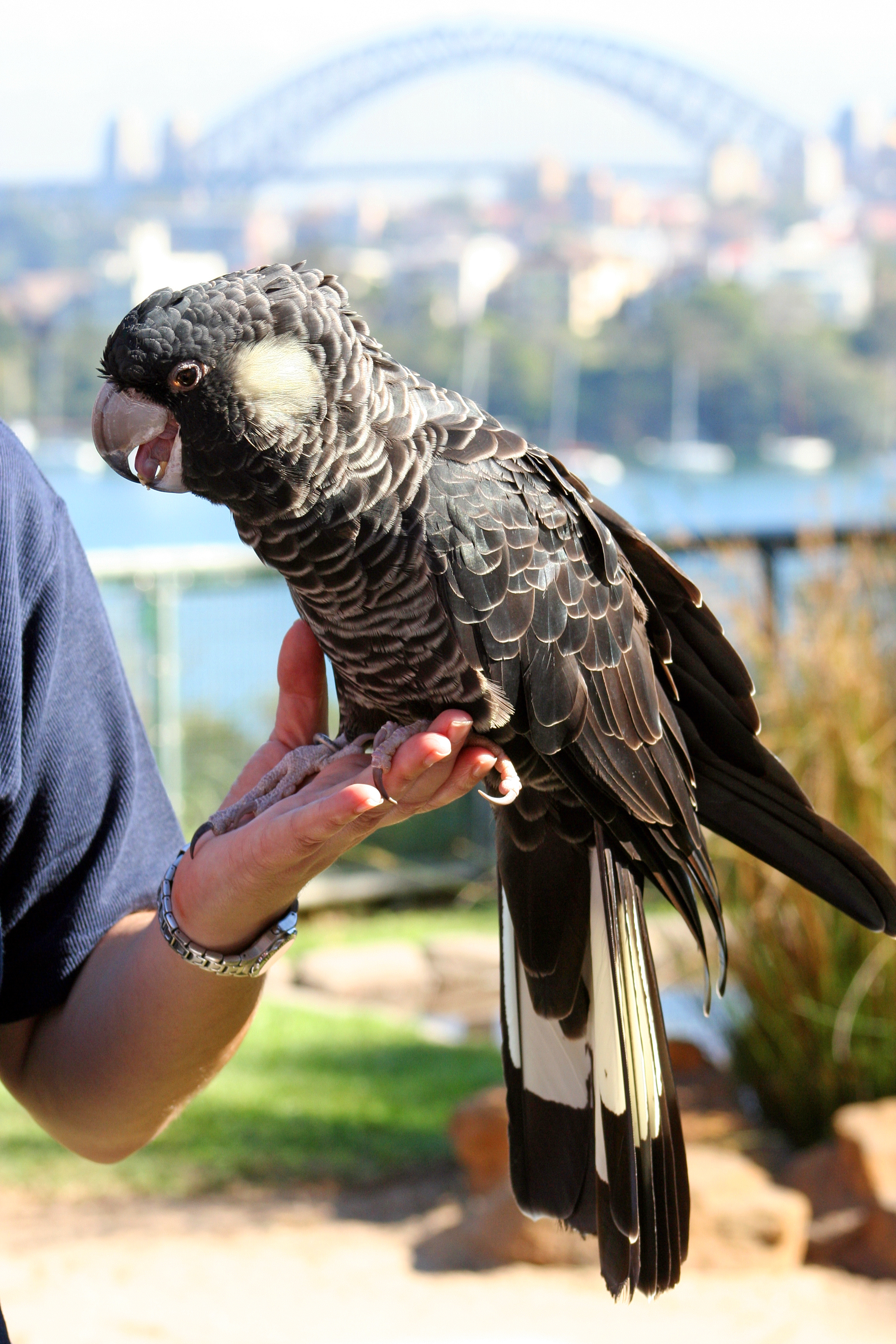
ニシオジロクロオウム 飼育係とタロンガ動物園にて、シドニー、オーストラリア

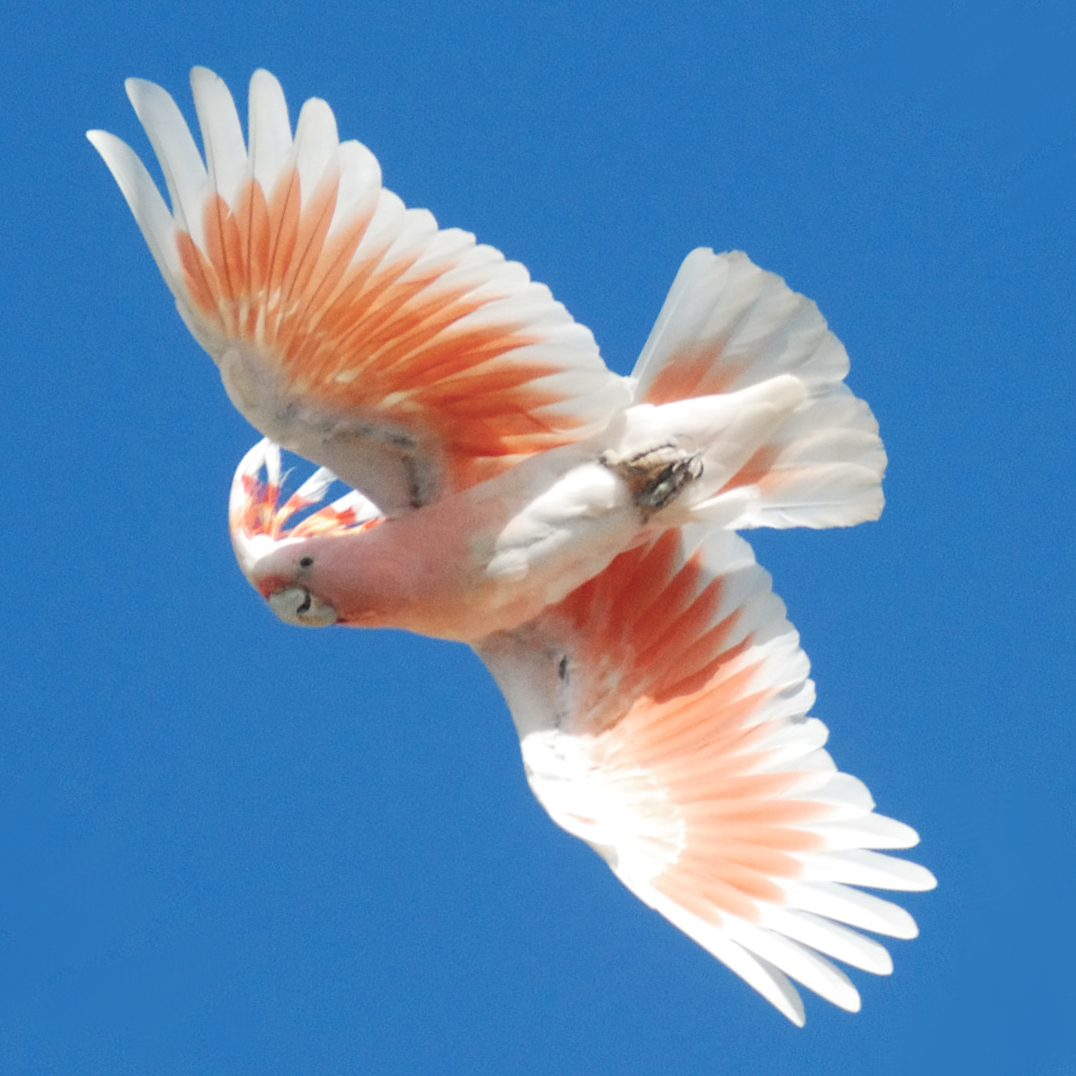
飛行中のクルマサカオウム、オーストラリアのタロンガ動物園にて

  - オカメインコ　Nymphicus hollandicus (Kerr, 1792)
- Probosciger ヤシオウム属
  - ヤシオウム　Probosciger aterrimus (Gmelin, 1788)
- Calyptorhynchus クロオウム属
  - Calyptorhynchus 亜属
    - アカオクロオウム　Calyptorhynchus (Calyptorhynchus) banksii (Latham, 1790)
    - テリクロオウム　Calyptorhynchus (Calyptorhynchus) lathami (Temminck, 1807)

  - Zanda 亜属
    - キイロオクロオウム（英語版）　Calyptorhynchus (Zanda) funereus (Shaw, 1794)
    - ニシオジロクロオウム　Calyptorhynchus (Zanda) latirostris Carnaby, 1948
    - ボーダンクロオウム　Calyptorhynchus (Zanda) baudinii Lear, 1832
- Callocephalon 属
  - アカサカオウム（英語版）　Callocephalon fimbriatum (Grant, 1803)
- Eolophus モモイロインコ属
  - モモイロインコ　Galah, Eolophus roseicapilla (Vieillot, 1817)
- Lophochroa クルマサカオウム属
  - クルマサカオウム　Lophochroa leadbeateri (Vigors, 1831)
    - クルマサカオウム亜種　Lophochroa leadbeateri leadbeateri (Vigors, 1831)
    - クルマサカオウム亜種　Lophochroa leadbeateri mollis (Mathews, 1912)
- Cacatua オウム属
  - Cacatua 亜属
    - コバタン　Cacatua (Cacatua) sulphurea (Gmelin, 1788)
      - マメコバタン（英語版）　Cacatua (Cacatua) sulphurea abbotti (Oberholser, 1917)
      - コガタコバタン（英語版）　Cacatua (Cacatua) sulphurea parvula (Bonaparte, 1850)
      - コキサカオウム（英語版）　Cacatua (Cacatua) sulphurea citrinocristata (Fraser, 1844)

    - キバタン　Cacatua (Cacatua) galerita (Latham, 1790)
      - アオメキバタン（英語版）　Cacatua (Cacatua) galerita triton Temminck, 1849
      - アルーキバタン（英語版）　Cacatua (Cacatua) galerita eleonora (Finsch, 1863)
      - ホクゴウキバタン（英語版）　Cacatua (Cacatua) galerita fitzroyi (Mathews, 1912)
      - オーストラリアキバタン（英語版）　Cacatua (Cacatua) galerita galerita (Latham, 1790)

    - ルリメタイハクオウム　Cacatua (Cacatua) ophthalmica Sclater, 1864
    - タイハクオウム　Cacatua (Cacatua) alba (Müller, 1776)
    - オオバタン　Cacatua (Cacatua) moluccensis (Gmelin, 1788)

  - Licmetis 亜属
    - テンジクバタン（英語版）　Cacatua (Licmetis) tenuirostris (Kuhl, 1820)
    - ヒメテンジクバタン（英語版）　Cacatua (Licmetis) pastinator (Gould, 1841)
      - ヒメテンジクバタン亜種（英語版）　Cacatua (Licmetis) pastinator pastinator (Gould, 1841)
      - ヒメテンジクバタン亜種（英語版）　Cacatua (Licmetis) pastinator butleri Ford, J., 1987

    - アカビタイムジオウム　Cacatua (Licmetis) sanguinea Gould, 1843
    - シロビタイムジオウム（英語版）　Cacatua (Licmetis) goffiniana Roselaar and Michels, 2004[36]
    - ソロモンオウム　Cacatua (Licmetis) ducorpsii Pucheran, 1853
    - フィリピンオウム　Cacatua (Licmetis) haematuropygia (Müller, 1776)

- 種名は和名、英名、学名、学名命名者の順に示す。
- 学名において属名の後に続く括弧でくくられた名前は亜属を示す。
- 学名に続く括弧でくくられた学名命名者は、本種が当初別の属に分類されていたことを示す。

## 形態学

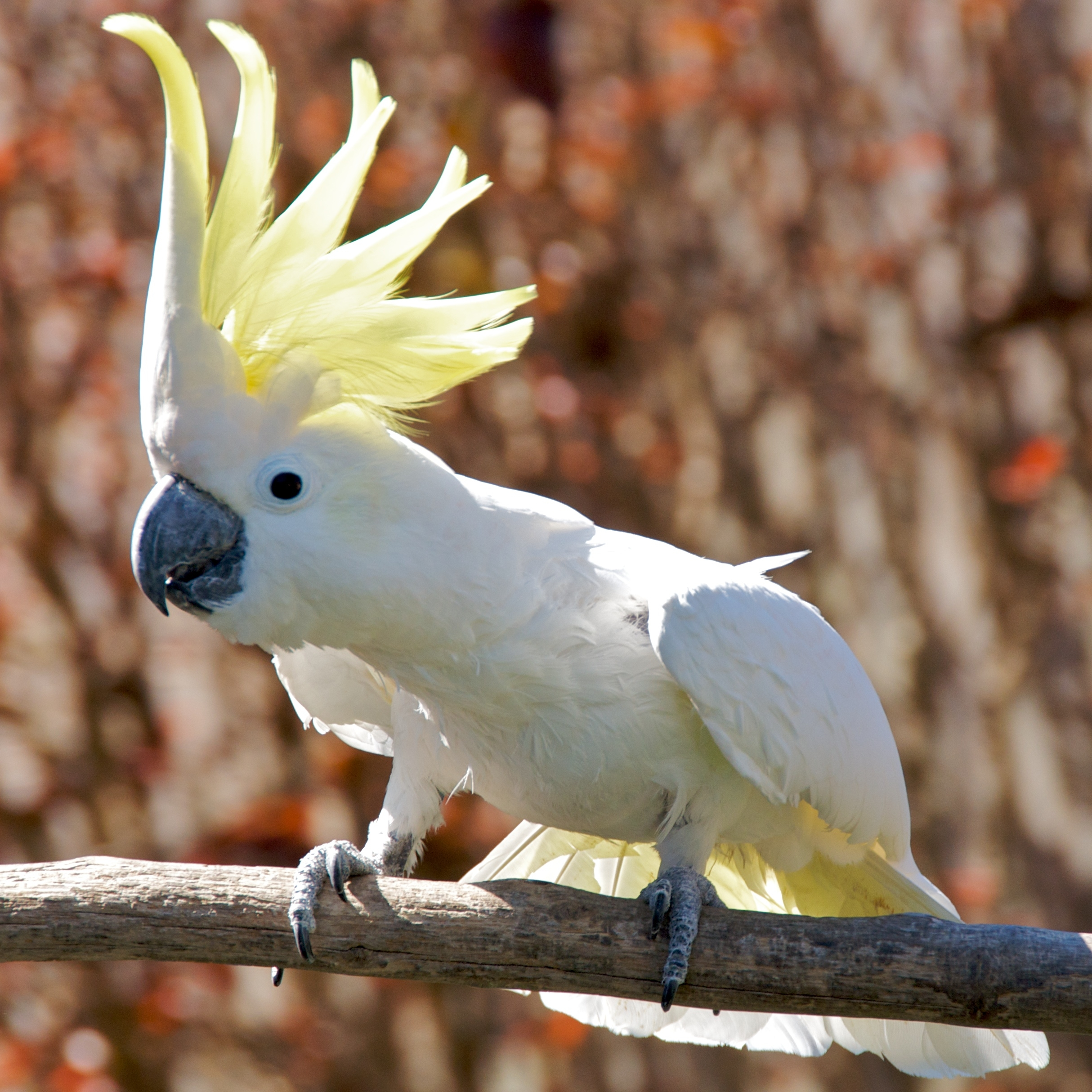
飼われているキバタンが、その冠羽をディスプレイしている。米国にて

オウム目の中では中型から大型であり、全般にずんぐりした体付きである。体長は 30–60 cm、体重は 300–1,200 g に及ぶ。ただし、オカメインコは例外的に小型かつ細身で、体長は細長い尾羽を含めて 32 cm 、体重は 80–100 g である。全種で頭頂部に動く冠羽が見られる、多くの種では華やかで目を引く。冠羽は飛行後の着地時や興奮時に立ち上がる。オウム科はインコ科と多くの特徴を共有しており、代表的なものとしては、特徴的な湾曲した嘴や、対趾足（内側の2本の趾（あしゆび）が前方、外側の2本が後方を向く）がある。オウム科に固有の特徴としては、胆嚢や前述の動く冠羽を持つこと、インコ科の羽毛にみられるダイクテクスチャー組織（明るい青や緑を発色させる構造）が欠如していることが挙げられる。
インコ科と同様、短い足と強力な鉤爪を持ち、よたよたと歩行する。枝を上り下りする際には、嘴を第三の手足として使用することが多い。全般に高速飛行に適した幅広く長い翼をもち、モモイロインコでは時速70 km の記録がある。一方、クロオウムの仲間（Calyptorhynchus 属）、キバタンのような Cacatua 属の大型種、クルマサカオウムなどは、短く丸みを帯びた翼を持ち、ゆっくりと飛行する。

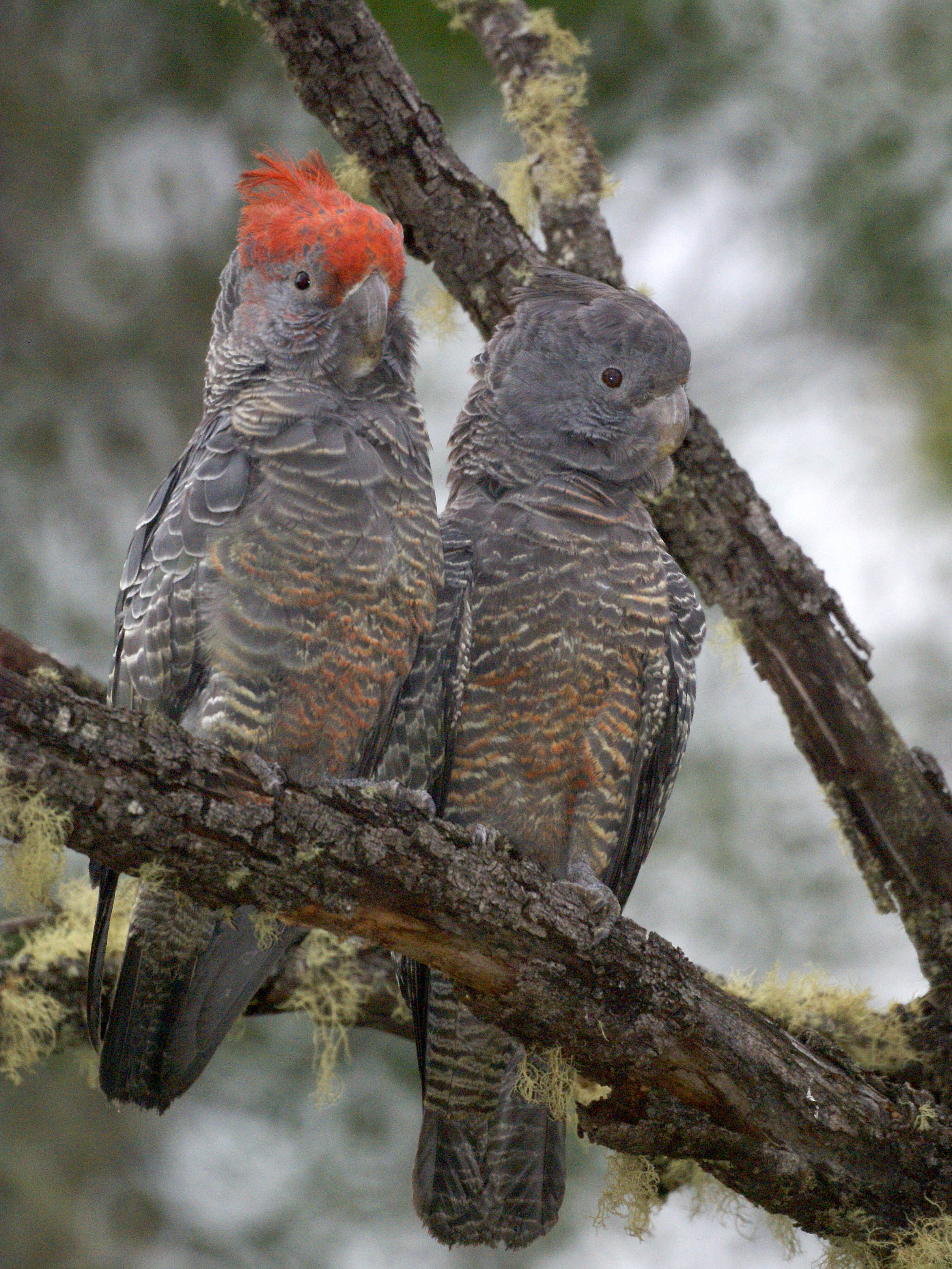
つがいのアカサカオウム(オスは頭部に赤い羽毛がある)。 オーストラリア、ニューサウスウェールズ州にて
オウムのつがいは生涯を共にする 。

オウムは大きな嘴を持ち、休息中には上下の嘴をこすり合わせることで鋭利な状態を保っている。嘴の中には、筋肉の発達した大きな舌があり、種子を巧みに操り、殻を取り除くことができる。殻を剥く際には、下側の嘴が圧力を加え、舌が種子を適切な位置に固定し、上側の嘴が鉄床の役割を果たす。頭蓋骨は、嘴を横方向に動かす筋肉を保持するため、目の周辺が強化されている。雄の嘴は一般的に雌よりわずかに大きいが、特にヤシオウムではその差が顕著である。
オウムの羽毛は、インコ科の鮮やかな色彩とは対照的に、黒、灰色、白のいずれかの地味な色合いが多い。しかし、多くの種では羽毛に黄色、ピンク、赤などの小さな彩色の領域があり、主に冠羽や尾羽根に見られる。モモイロインコとクルマサカオウムは、広範囲にピンクがかった色をしている。多くの種では、目の周囲や顔に明るい色彩の皮膚が露出した領域がある（periophthalmic ring）。最も顕著な例はヤシオウムで、顔の広範囲にわたって赤い皮膚が露出している。他にもテンジクバタンやルリメタイハクオウムなど、Cacatua 属にも顕著な種が見られる。ほとんどの種では、雄と雌の羽毛に目立った違いは見られない。例外として、オカメインコの雌は雄に比べて羽毛の色が鈍い。最も顕著な性的二型性が見られるのはアカサカオウムとクロオウムの2種（Calyptorhynchus 亜属）、すなわちアカオクロオウムとテリクロオウムである。虹彩の色に雌雄差がある種もあり、モモイロインコやクルマサカオウムの雌の虹彩はピンクまたは赤色、Cacatua 属の一部の種では、雌の虹彩は赤褐色である。一方、雄の虹彩はいずれの種でも暗褐色である。

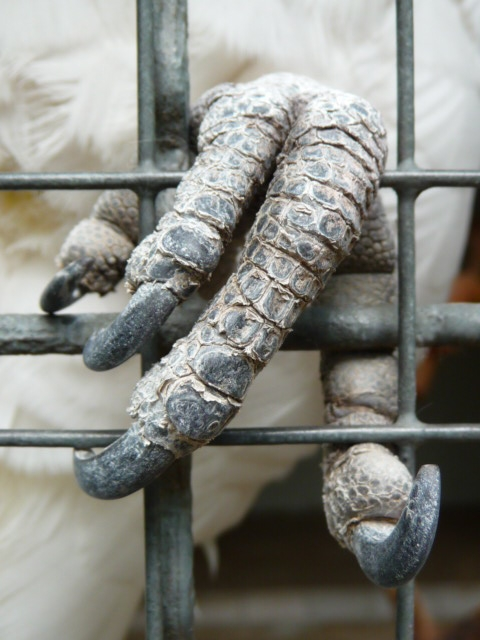
タイハクオウムが左足で禽舎の格子をつかんでいる。鉤爪、ウロコのある肌、対趾足(趾(あしゆび)の内側2本が前方を、残りの2本が後方を向いている)の様子が見て取れる。

オウムは一日を通して頻繁に羽繕いを行い、羽毛の状態を維持している。羽繕いの際は、自分の羽根をすこしずつ噛むことでホコリや油分を取り除き、羽枝を再整列させる。また、仲間同士で互いに羽繕いし合い、届かない場所の羽毛を整えることもある。オウムは背中の下部にある羽脂腺から羽脂を分泌し、自分の頭やすでに油のついた羽毛を使って羽根に塗布する。さらに、腰部にある専門化された羽毛から脂粉が分泌され、羽繕いを通して全身の羽毛に行きわたる。
オウムの換羽は複雑で時間のかかる過程であり、種によってその期間は異なる。クロオウムは風切り羽根を一度に一本ずつ置き換えるため、換羽が完了まで約2年を要する。一方で、モモイロインコやテンジクバタンでは、風切り羽根全部の換羽が6ヶ月程度で完了する。

### 鳴声
オウムの鳴声は大きく耳障りであり、様々な目的で使用される。鳴声の役割としては、個体を識別すること、捕食者の出現を警告すること、自分の気分を表現すること、群れのつながりを維持すること、巣を守るために警告を発することなどがある。鳴声の種類や使い方は種によって異なり、例えばニシオジロクロオウムは15種類もの鳴声を使い分けるのに対し、クルマサカオウムなどは種類が少ない。アカサカオウムは比較的静かで、採食時には低くうなるような鳴声を出す。また、ヤシオウムは鳴声に加えて、棒で枯れ枝を叩く音を使い、長距離のコミュニケーションを行う。また、オウムは警戒時には特徴的なシューシュー音を発する。

## 分布と生息地

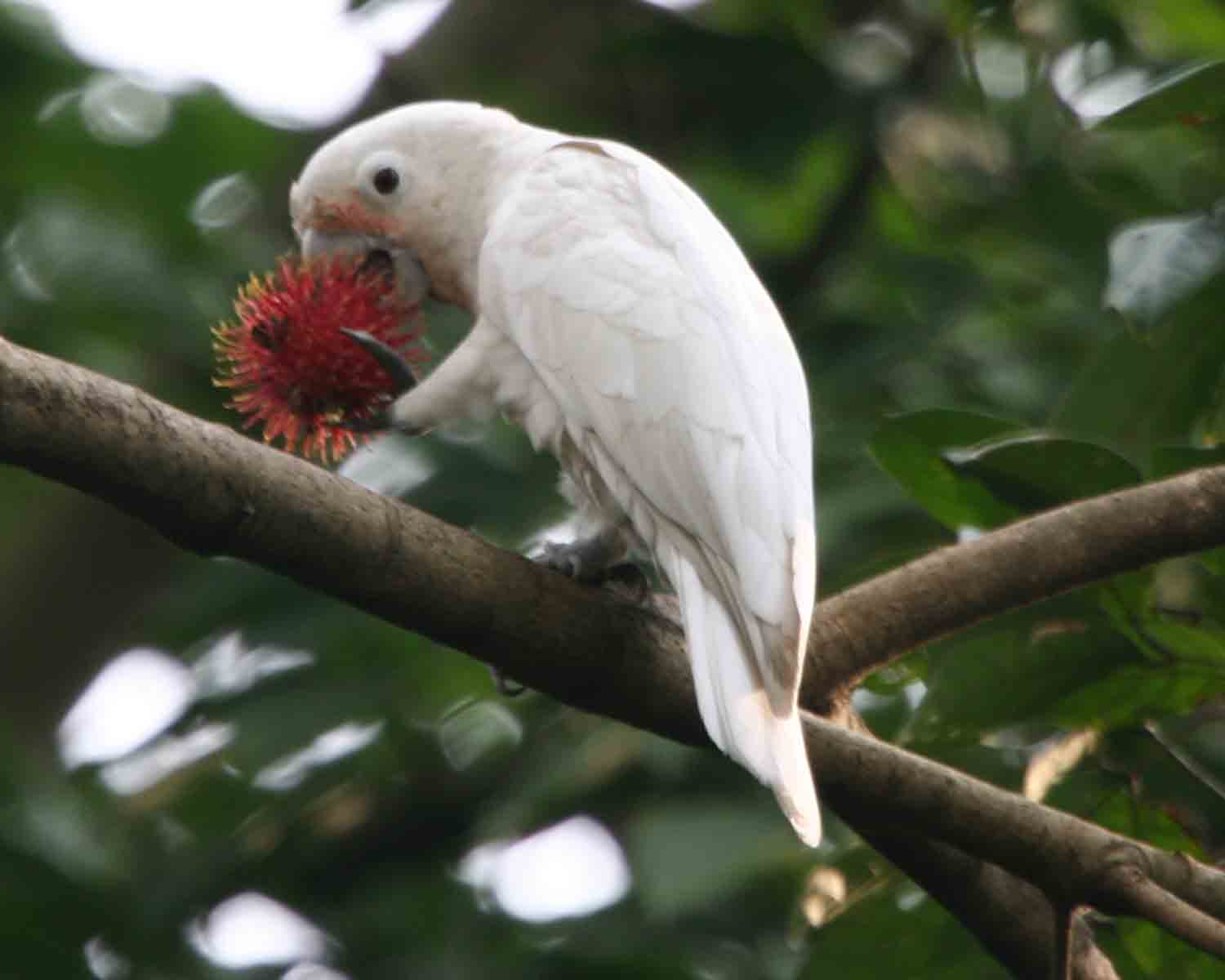
シロビタイムジオウムはインドネシアのタニンバル諸島のみに生息する。わずかに野生化した飼い鳥がシンガポールで見られる。

オウムの分布はインコに比べると遥かに限定的で、自然界ではオーストラレーシアにのみ生息する。21種のうち11種がオーストラリアのみに分布し、さらに7種はフィリピン諸島、インドネシア、パプアニューギニア、ソロモン諸島に限定されている。興味深いことに、オウムはパラワンとスラウェシには分布するが、ボルネオには分布しない。また半化石がニューカレドニアで記録されているにもかかわらず、多くの太平洋の島嶼では見られない。
また、3種はニューギニアとオーストラリアの両方に分布する。一部の種は広範囲に分布しており、例えばモモイロインコはほぼオーストラリア全土に分布する。他の種は分布域が狭く、例えば西オーストラリアのボーダンクロオウムは大陸の一部にのみ分布する例、インドネシアのタニンバル諸島のシロビタイジオウムは島嶼に限定される例である。一部のオウムはニュージーランド、シンガポール、香港、パラウなどに移入され、オーストラリア大陸内でも Licmetis 亜属の2種が本来の分布域外に移入された。
オウムは様々な環境に生息しており、亜高山性の樹林帯からマングローブにまで多岐にわたるが、全ての環境に生息する種はない。モモイロインコやオカメインコなど、最も広範囲に分布する種は開けた土地を好み、草の種子を採食する。これらの種は非常に移動性が高く、飛行速度が速く、定住しない特徴があり、群れで食料を探しながら、内陸の広い領域を移動する。旱魃があると、乾燥した地域から農耕地に移動することもある。一方、テリクロオウムなどは、森林地帯、雨林帯、潅木地、山岳地帯の樹林に生息する。アカオクロウムはマングローブに生息しており、ルソン島北部にはマングローブ林が無いためか分布しない。樹林に生息する種は、食料の供給が安定的で予測可能な環境のため、一般に定住性である。一部の種は人間によって改変された環境にもよく適応し、農耕地や都市部にも見られることがある。

## 生態
オウムは昼行性であり、食料を探すために日光を必要とする。彼らは早起きするのではなく、日光がそのねぐらを温めるのを待ち、暖かくなった後に餌を求めて活動を始める。ほとんどの種は高い社会性を備え、ねぐらに帰る際や、採食時、移動時に騒々しい群れを形成する。群れの規模は食料の豊富さによって異なり、潤沢な時期には100羽程度の小さな群れをつくるが、旱魃などの困難な時期には、数千羽、数万羽の群れになることもある。キンバリーでは、32,000羽のアカビタイムジオウムの群れが記録されている。開けた土地に生息する種は、森林地帯に生息する種よりも大きな群れを作る傾向がある。
多くの種は、ねぐらと餌場の間を長距離移動することがあるが、どの種もねぐらの近くに水場を必要とする。水浴びには特徴的な方法がいくつかあり、例えば、雨の中で逆さまにぶら下がったり飛び回ったりする、あるいは樹冠の濡れた葉の中で羽ばたいたりすることがある。

### 食餌と採食

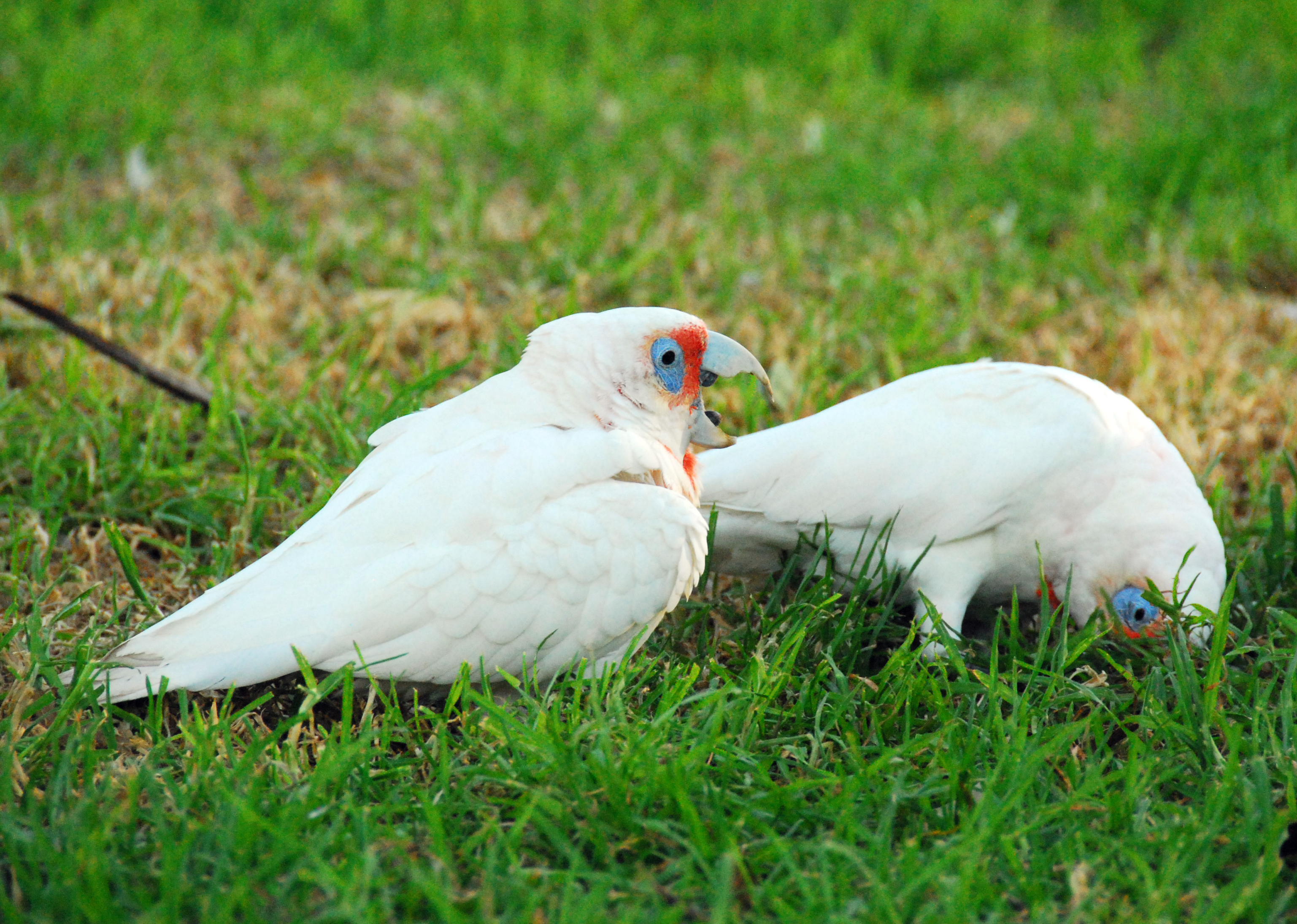
野生のテンジクバタン、パースにて。右の鳥は餌を探すため、長い嘴を使って草を掘り返している。

オウムは柔軟な植生を持ち、主に多様な植物性の餌を摂取する。全て種において、食餌の大部分は種子で構成され、大きく強力な嘴を使って割って食べる。モモイロインコ、ジオウムやクロオウムの一部は主に地上で採食するが、その他の種はほとんどが樹上で採食を行う。地上で採食する種は群れで餌を探す傾向があり、種子が密集している場所では集まって小競り合いをし、種子が分散している場所では広がった状態を保つことが多い。また、オウムは視界が良好な開けた場所を好んで採食する。ヒメテンジクバタンやテンジクバタンは、塊根や根を掘り返すために長い嘴を持ち、クルマサカオウムは、タデ科の一年草である Emex australis の周囲を円を描くように歩き、ねじって引き抜くことで地下部を取り除く。
オーストラリアの乾燥地帯では、ユーカリ属やバンクシア属、ハケア属などの散布体（果実など）が多く残存し、種子が大量に供給されるため、ほとんどの種は樹冠の中で餌を探す。多くの動物はこれらの散布体を利用することが難しいが、オウムの大きな嘴なら比較的簡単に開けることができ、より熱帯気候の地域では齧歯類も利用する。果実の多くは小枝の端に実るため、オウムの重量では直接乗って採食することはできないが、枝をたわませて実を引き寄せ、足で保持して食べる。
オウムは種に食性が異なり、様々な食物を食べるものもいれば、特定の食物に特化したスペシャリストもある。例えば、テリクロオウムは Allocasuarina 属（モクマオウ科）の球果状の集合果に特化し、特に A. verticillata を好む。テリクロオウムは足で球果を保持し、強力な嘴で細かく引き裂いてから、舌で種子を取り出す。一部の種は昆虫を好んで捕食し、特に繁殖期に大量に捕食する。キイロオクロオウムは食餌の大部分が昆虫で構成され、大きな嘴で腐りかけた樹木から幼虫を引き出す。オウムの採食活動に要する時間は季節によって変動する。食料が豊富な時期には、朝と夕方の数時間だけ採食し、残りの時間は木の中で羽繕いや急速に使うことができる。しかし、冬季にはほとんど一日中採食に費やす必要がある。繁殖期には栄養的な要求が増大し、食料を探し求める時間が長くなる。オウムは大きな素嚢を持ち、これにより木の中で数時間食料を貯蔵し、消化することができる。困難な時期には食性の柔軟性を発揮し、より広範囲を移動して未熟な果実や種子を食べ、嘴で根茎を掘り起こす種もある。

### 繁殖

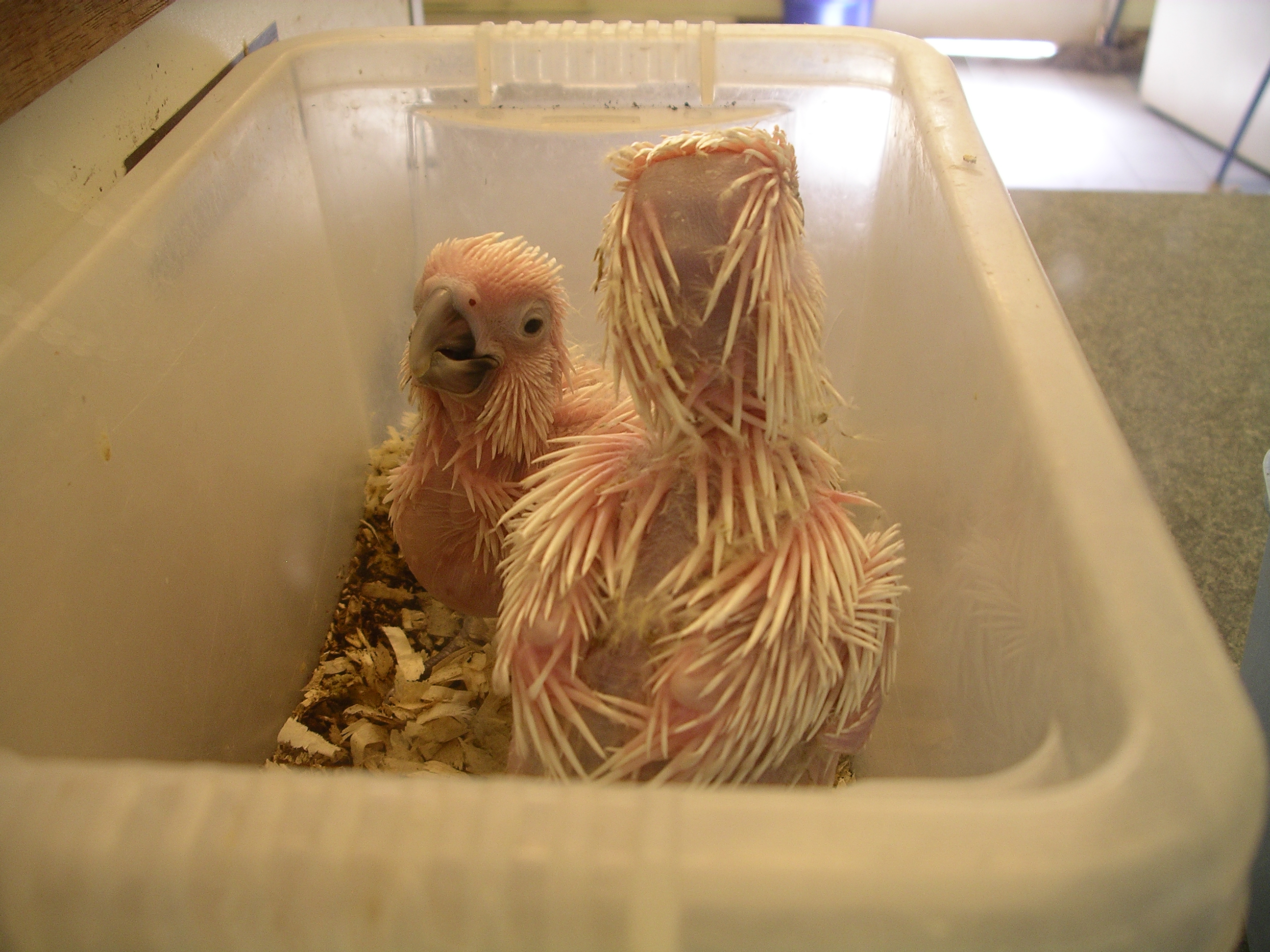
ペットとして売られるためにヒトの手で育てられたオオバタンの雛。

オウムは一雄一雌で繁殖を行い、番の絆は長年にわたる。多くの場合、性的に成熟する前に群れの中でペアを形成し、初めて繁殖を行うまでに少なくとも1年が経過する。雌が初めて繁殖を行うのは3歳から7歳の間であり、通常、雄は雌よりも年長である。性的成熟が遅れるのは、雛を育てる技術を発達させるためであり、子育てはオウム以外の鳥に比べて長期間にわたる。中には、若鳥が1年以上両親と一緒に過ごす種も存在する。また、オウムは長期間同じ営巣場所に戻る性質を示すことがある（site fidelity）。求愛行動は一般的に単純で、特に既に確立したペアの間では顕著であるが、クロオウムの仲間だけは求愛給餌行動を行う。確立したペアは互いに羽繕いをし合うが、つがいの絆の強さのためか、抱卵が始まると求愛行動は次第に減少する。
ほとんどのインコと同様、オウムは空洞に営巣し、樹洞に巣をつくるが、自分で穴を掘ることはできない。これらの洞は、木の枝が折れたことで腐朽や破壊が進んだもの、シロアリなどの昆虫や菌類によるもので、キツツキによって形成されたものも利用する。多くの場所でこのような洞は不足しており、同種のみならず、別種やオウム科以外の動物との競争が生じる。一般にオウムは、自分の体よりもわずかに大きな洞を選ぶ傾向があり、その結果、体の大きさに応じた樹洞に営巣することになる。機会があれば、地上から 7–8 m の高さにある、水と食料に近い場所に好んで営巣する。
オウムの巣穴は、小枝や木片、葉のついた枝などで内張りがされる。オウムの卵は楕円形で、営巣場所の関係でカモフラージュが不要となるため、最初は白色だが、抱卵の過程で次第に色が変わる。卵の大きさは種によって異なり、ヤシオウムやアカオクロオウムでは 55 mm × 37 mm、オカメインコでは 26 mm × 19 mm である。卵の数も種によって異なり、ヤシオウムや一部の大型オウムでは1個しか産まず、より小型の種では2–8個の範囲で産卵する。食糧事情も卵の数に影響を与える。初回の産卵が失敗した場合、再度産卵を行うことができる種もある。無精卵の割合は約20%である。抱卵と育雛の役割は種によって異なり、クロオウムのように雌のみが両方担当する場合もあれば、他の種では雌雄で分担することもある。クロオウムの場合、雌は雄から1日に複数回の頻度で餌を与えられる。ヤシオウムの雛は裸の状態で生まれるが、その他の種の雛は黄色がかった綿羽に覆われて生まれる。孵化までの期間は種の大きさに依存し、小型種のオカメインコでは約20日で孵化するのに対し、大型種のニシオジロクロオウムでは29日ほどかかる。
巣立ちまでの期間種の大きさによって異なり、大型種ほど巣立ちが遅くなる。また、この期間は季節や環境条件にも影響され、複数の卵を産む種では、兄弟との競争によっても変化する。一部の種の場合、この期間についての多くの情報は、禽舎での研究に基づいている。飼育下ではオカメインコは5週間で巣立ちを迎えるのに対し、大型種のヤシオウムでは11週間である。巣立ちまでの期間、幼鳥は洞の中で特殊な羽毛（juvenile plumage）に覆われている。翼の羽毛や尾羽の成長は初めは遅いが、初列風切り羽根が現れると急速に成長を始める。幼鳥はこの期間の約2/3が過ぎた時点で、成鳥の体重の80–90%に成長し、巣穴を離れる頃には安定した体重に達する。この段階で羽根は生え揃い、翼の羽毛と尾羽は成鳥の大きさに近づくまで成長を続ける。若鳥の成長率は、巣立ちに至る雛の数と同様に、食料の減少や悪天候の影響で低下する。

### 捕食者と脅威
ハヤブサやアカヒメクマタカがモモイロインコを捕食することが知られており、オナガイヌワシがキバタンを殺すことも観察されている。卵や雛はさまざまな危険に対して脆弱であり、オオトカゲ（Varanus）は木に登って巣穴に入り込むことができる。また、他に記録されている捕食者としては、フィリピン諸島のラサ島に生息するマレーモリフクロウ、ヨーク岬半島ではオオハダカオネズミなどの齧歯類、アメジストニシキヘビ、クロモズガラス、そしてカンガルー島ではフクロギツネが挙げられる。カンガルー島では、モモイロインコとアカビタイジオウムが、テリクロオウムと営巣場所を巡って競合し、巣穴で雛を殺すことが報告されている。また、猛烈な嵐によって巣穴が浸水し、雛が溺死することもある。さらに、シロアリや穿孔性生物の活動が巣穴を崩壊させることもある。
インコ科と同様、オウム類嘴羽毛病（PBFD）に感染することがある。このウイルス感染症は、羽毛の喪失や嘴の形成異常を引き起こし、鳥の免疫システムを破壊する。特にキバタン、アカビタイジオウム、モモイロインコに蔓延しており、現時点で14種のオウムで感染が記録されている。一般的に PBFD が野生の健康な集団に大きな影響を与えることは少ないが、密集した小規模な集団においては深刻な影響を及ぼす可能性がある。
キバタンなど Cacatua 属の一部では、住血胞子虫（ヘモプロテウス属）に感染することが知られており、スペインのグラナダ県アルムニェカルの鳥類園では、糞便サンプルからマラリア原虫を持つキバタンが発見されている。さらに、ボウシインコやコンゴウインコと同様に、オウムも総排泄孔乳頭腫を頻繁に発症する。この病気の原因となるオウム乳頭腫ウイルスはヨウムから分離されているが、悪性腫瘍との関連性については解明されていない。

## 人間との関係

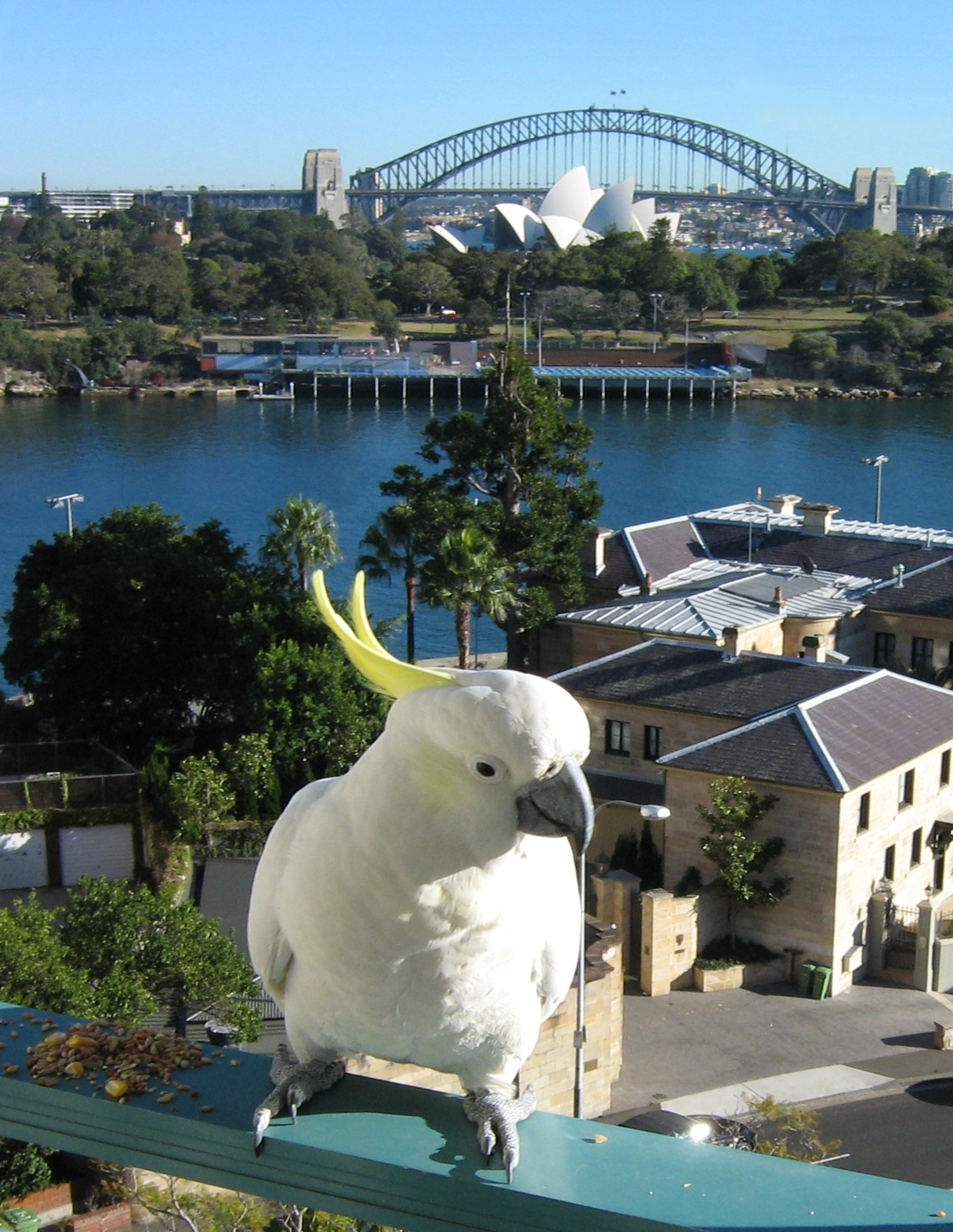
餌をもとめてシドニー東部のバルコニーにやってきたキバタン。

人間の活動は、オウムの一部の種に対して有益な影響を与える一方、他の種には有害な影響を及ぼしている。開けた土地に生息する多くの種は、人為的な地形改変によって、信頼性の高い種子食料源や水源の増加を享受し、大きな利益を得ている。また、移入された栽培植物などの新たな食餌にも適応している。しかし、このような利益はオーストラリアの種に限定されており、オーストラリア以外の開けた土地を好む種では生息数がそれほど増加していないようである。一方、主に森林に生息する種は、居住環境の破壊によって大きな被害を受けている。主な理由は、食餌が専門化されており、外来の食料源を取り込むことができなかったためであると考えられている。ただし、顕著な例外として、東部オーストラリアのキイロオクロオウムが挙げられる。

### 害鳥としてのオウム
多くの種類が、農業に深刻な被害を与える害鳥となる可能性がある。このため、時には銃や薬物の散布による駆除の対象となったり、ガスを用いて殺処分されることもある。非殺傷的な被害緩和の手段としては、脅かしや、居住地の操作が行われる他、主要な作物から気をそらすため、集積所を設けておとりの餌を提供したり、犠牲用の作物を栽培することが行われている。オウムは都市部でも資産を破壊して問題を引き起こすことがある。嘴を維持するために樹木をかじる習性が、屋外の家具や、ドア、窓枠を破壊する原因となることがある。ベイスギのような柔らかい装飾的な木材も容易に破壊されてしまう。また、屋外の配線、テレビアンテナ、衛星放送のパラボラアンテナ、太陽熱温水器などのような家屋の設備を攻撃することもある。メルボルン市街中心部では、キバタンが商業施設の厚板ガラス窓からシリコン封止材を剥がす被害が頻繁に発生している。モモイロインコとアカオクロオウムは、農村地帯で電力ケーブルの被覆を剥がすこともあり、防水布も攻撃対象となる。オーストラリア以外では、シロビタイジオウムがヤムデナ島でトウモロコシを荒らす害鳥とされている。

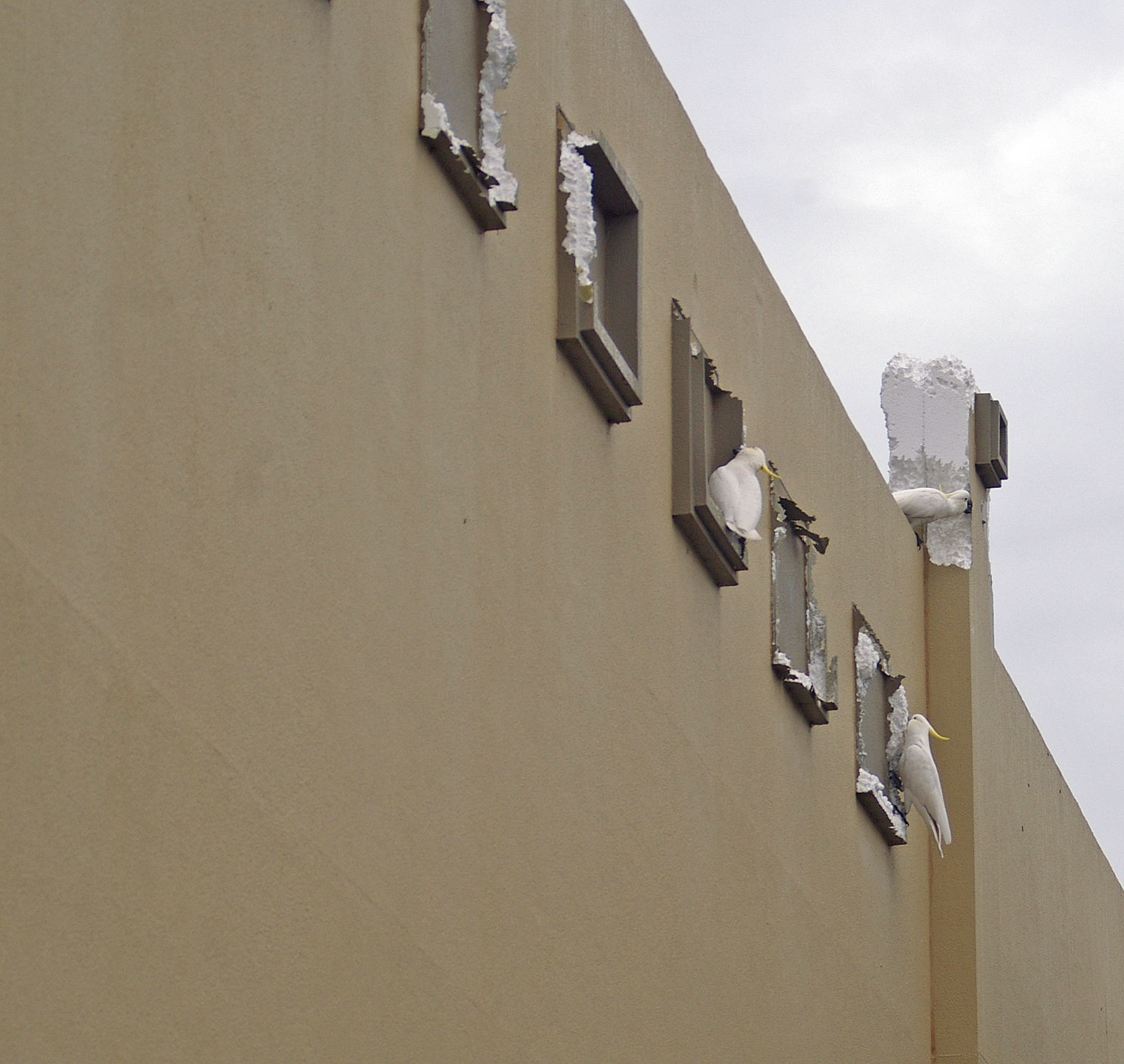
キバタンに壊されてしまったスタート・モール・ショッピングセンターのポリスチレン製のファサード。

1995年、ビクトリア州政府はテンジクバタン、キバタン、モモイロインコによって引き起こされる問題について報告書を公開した。この3種はアカビタイムジオウムと共に、膨大な生息数がさらに増加しており、人為的な地形の改変によって利益を受けている。調査結果と報告書の公開を受けて、特定の条件下ではこれら3種が保護対象とならないことが、総督の勅令により宣言された。この宣言により、これら3種が樹木、ブドウ園、果樹園、レクレーション用保護区、商用作物などに対して深刻な被害を引き起こす場合、駆除が認められることとなった。報告書に記されている被害には、穀物、果樹園の果実や堅果類（ナッツ）、一部の野菜作物に加え、家屋や通信施設への被害も含まれている。アカビタイムジオウムは、西オーストラリア州では飼育のために持ち込まれた外来種であり、農業における害鳥として宣言されている。被害はトウモロコシやモロコシ属の作物、ヒマワリ、ヒヨコマメなどに及び、さらに公園や庭園で植樹された樹木を立ち枯れさせ、食べられる根や球根を求めて競技場を掘り返し、電線や家屋の設備をかじることもある。南オーストラリア州では群れの数が数千羽に達することもあり、複数の種が保護対象外に分類されている。これらはセキザイユーカリ（Eucalyptus camaldulensis）など土着の観賞用植物をねぐらに使って立ち枯れさせ、穀物貯蔵所の防水布、建物の電線や雨押さえを損傷させ、畑に播種したばかりの種子を食べてしまう他、騒音被害も引き起こしている。
希少種やその近縁種の中にも、同様の問題を引き起こしている例が記録されている。ニシオジロクロオウムは西オーストラリア州の固有種で、絶滅危惧種でもあるが、松の植樹林では害鳥と見なされている。この種は松の芽吹きの先端をかじり取るため、結果として幹が曲がり、材木としての価値が低下してしまう。また、果樹や堅果類の収穫に損害を与えることでも知られており、さらにセイヨウアブラナ（キャノーラ）の収穫も食い荒らすことを覚えてしまっている。ボーダンクロオウムも、西オーストラリア州南西部の固有種である一方、リンゴやナシの果樹園では害鳥となり、種子をとり出すために果実を破壊することがある。ヒメテンジクバタンの基亜種である Muir's Corella は、西オーストラリア州では農業に対する害鳥と宣言されている一方、自然界では絶滅の危機に瀕しており、州の規定では「希少ないしは絶滅に近い状態」として分類されている。

### 生息状況と保護活動

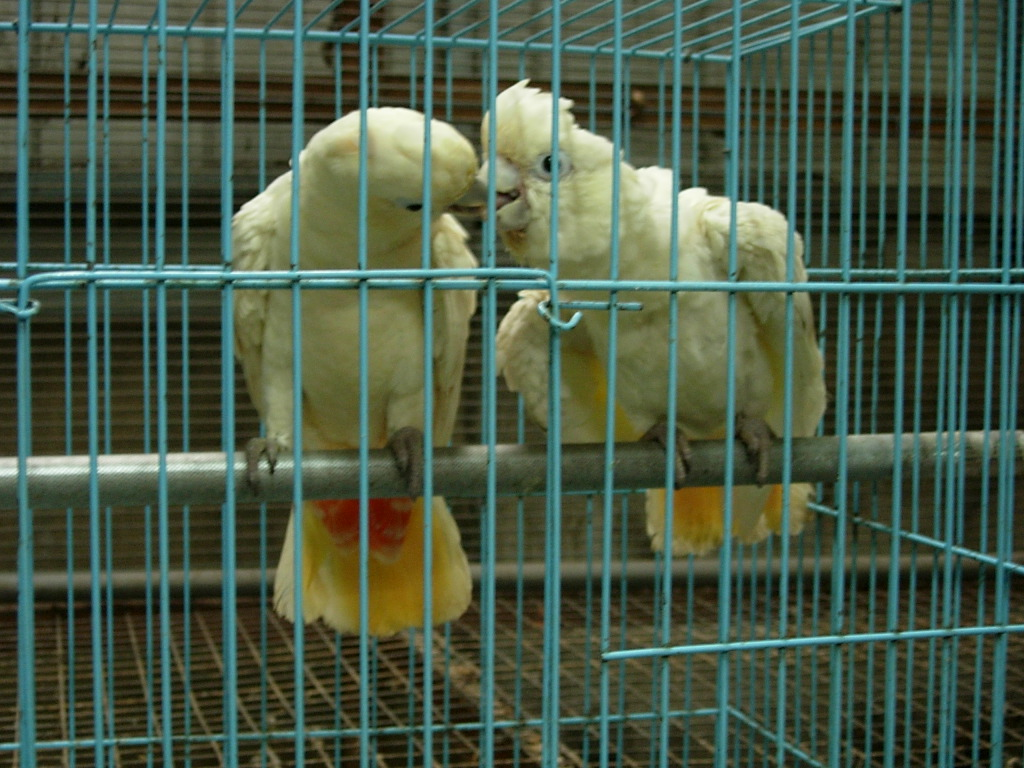
フィリピンオウムは絶滅寸前の状態にあるフィリピン固有のオウムである。

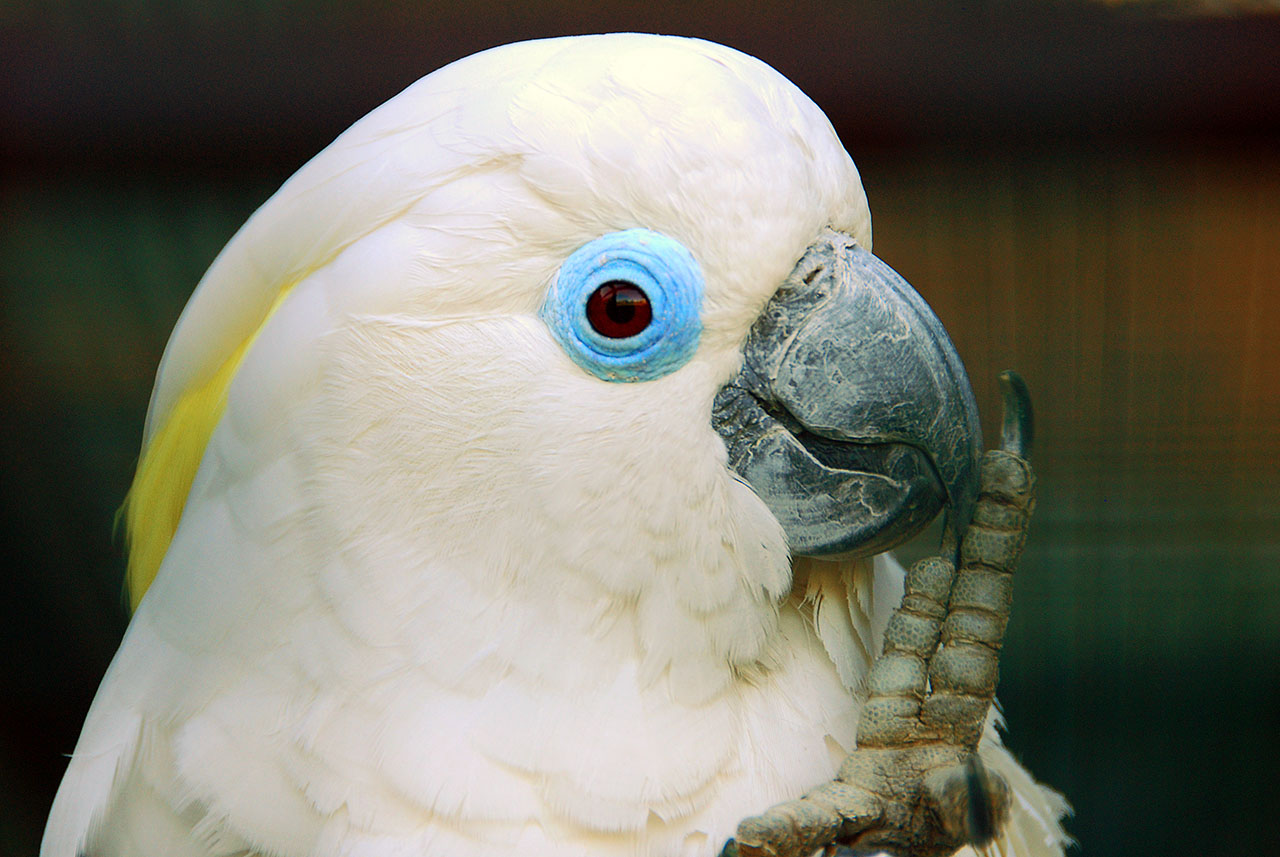
ルリメタイハクオウムはニューブリテン島の固有種で、絶滅危惧II類の絶滅危惧種である。

国際自然保護連合とバードライフ・インターナショナルによると、オウムのうち8種が危急（絶滅危惧II類）またはそれよりも危険な状況にあるとされている。1種は準絶滅危惧でとされており、フィリピンオウムとコバタンは絶滅寸前（絶滅危惧IA類）に分類されている。
オウムに対する主たる脅威は、居住環境の破壊と野生生物の売買である。オウムは営巣のために樹木に依存しており、樹木の喪失に対して脆弱である。さらに、居住地に対する要求が専門化されている、小さな島に生息しているといった理由で、多くの種は生息範囲が限定されており、居住地の喪失に対してより脆弱となっている。また、オウムはペットとして人気が高く、捕獲と売買によって生存が脅かされている種もある。1983年から1990年の間に、インドネシアから66,654羽のオオバタンが輸出されており、この数には国内での売買や違法輸出分は含まれていない。その後、多くの種は捕獲が禁止されたが、違法な取引は依然として続いている。密輸では、オウムを木枠や竹で編んだ筒に入れ、インドネシアやフィリピンからボートで運び出す。オーストラリアからも普通種や希少種が密輸されており、オウムを眠らせてナイロンストッキングで包み、ポリ塩化ビニルのチューブに詰めて国際貨物便の別送貨物で送るという手口が知られているが、死亡率が非常に高い（30%）。一方、卵は容易に体に隠せることもあり、卵の密輸が増加している。違法な取引は組織化されていると見られ、単純にオーストラリア国外に密輸するだけでなく、コンゴウインコなど外国の種との交換も行っている。
オカメインコを除き、オウム科は全種がワシントン条約（CITES、「絶滅のおそれのある野生動植物の種の国際取引に関する条約」）の保護を受けており、捕獲された野生のインコやオウムの輸出入と売買は違法とされている。以下の種は亜種も含め、ワシントン条約付属書Iに絶滅危惧状態（Endangered）として掲載され、保護対象となっている。
- シロビタイムジオウム　Cacatua (Licmetis) goffiniana
- フィリピンオウム　Cacatua (Licmetis) haematuropygia
- オオバタン　Cacatua (Cacatua) moluccensis
- コバタン　Cacatua (Cacatua) sulphurea
  - 亜種マメコバタン　Cacatua (Cacatua) sulphurea abbotti
  - 亜種コガタコバタン　Cacatua (Cacatua) sulphurea parvula
  - 亜種コキサカオウム　Cacatua (Cacatua) sulphurea citrinocristata
- ヤシオウム　Probosciger aterrimus

上記以外の種は、全てワシントン条約付属書IIに危急（vulnerable）として掲載され、保護対象となっている。

## 飼育

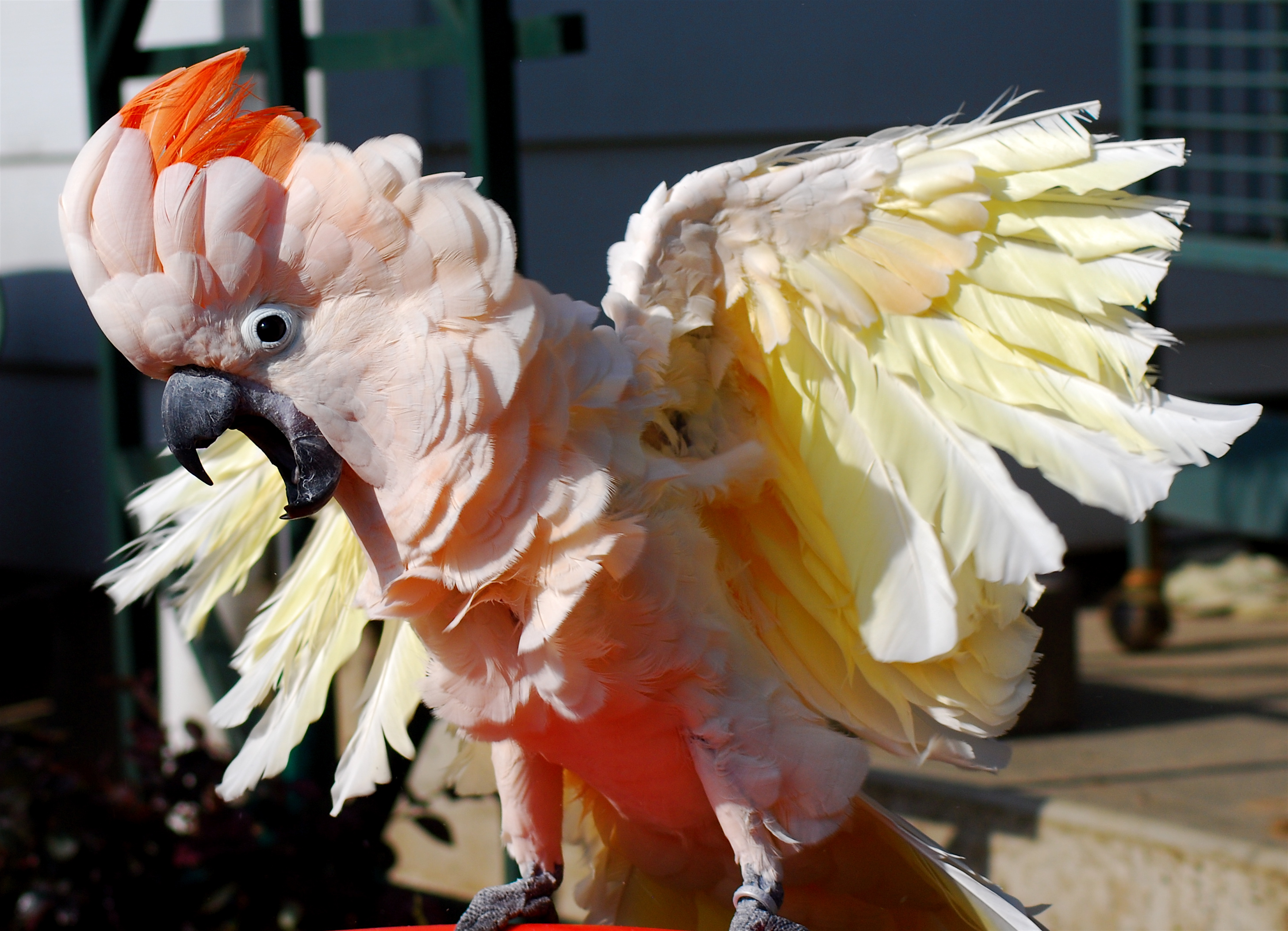
翼をクリップされたペットのオオバタン
白色オウムのなかで最大の種で、体長およそ52 cm 、体重は775-935 g に及ぶ。 オウムはやかましく、手数のかかるペットである。

オウムはその外観、知能、魅力的な個性のため、ペットとして人気があるが、ペットやコンパニオンパロットとしては飼育するには問題も多い。アカビタイムジオウムは話し手として定評があり、日本語には「鸚鵡返し」（オウム返し）という表現もあるが、一般にオウムは人語をまねすることがあまりうまくない。飼育においては十分な経験を持つ人物が世話をすることが望ましい。オウムは社会性が強く、社会的な欲求を十分満たすことは容易ではない。オウムは一羽で長時間ケージに入れられた場合、苦痛を感じる可能性がある。オーストラリアは野生生物の輸出を規制しているため、クロオウムの飼育はCacatua 属に比べれると稀であるが、オーストラリア政府からの貸し出しにより、ヨーロッパの動物園では稀に見られる。
オウムは非常に愛情深く、飼い主以外に懐くこともあるが、世話には大変な手間がかかることもある。好奇心も非常に強く、身の回りの物をいじったり、かじったり、分解したり、破壊したりするため、適した物を安定的に提供する必要がある。飼育下で退屈を感じると毛引きなどの常同行動を示すことがあり、毛引きは炎症性の疾患といった身体的な理由よりも心理的なストレスが原因であることが多い。他の大きな問題として、嘴が非常に強く、飼育者が怪我をする恐れがある。また、ほとんどの種が非常に大きな金切り声を発し、特にオオバタンなどCacatua 亜属で顕著である。さらに、オウムは羽根に微細な粉末（脂粉）をつけており、一部の人々にアレルギーを引き起こすことがある。モモイロインコやシロビタイジオウムなど、小型のオウムは飼育が比較的容易とされ、特にモモイロインコの方が騒音が少ない傾向にある。最も容易に飼育できるのは、最小の種であるオカメインコで、ペットとしても最も人気があり、色変わりの変種が多く、ペットショップで容易に入手できる。

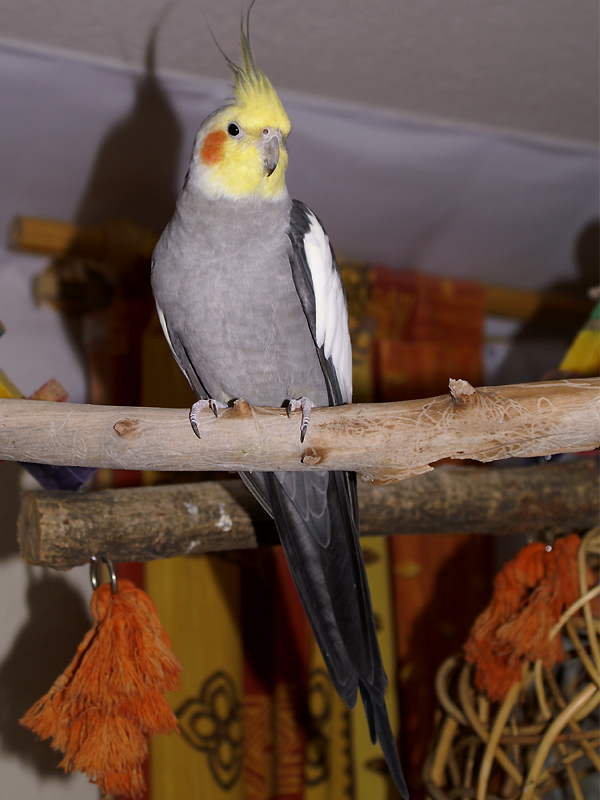
ペットのオカメインコ。明るい黄色とオレンジ色の頭部からオスであることがわかる。
オカメインコは体長が約 32 cmで、とびぬけて軽量のオウムである。

オウムは非常に長命で、大型種では30–70年、場合によってはそれ以上生きる。オカメインコは20年ほどの寿命を持つ。長い寿命のため、飼い主には長期間にわたって責任が伴うが、ペットロスの事例を減少させるという意味で有益な特性と考えられることもある。最も長命な事例として、シカゴのブルックフィールド動物園に住んでいたクルマサカオウムの「クッキー」が挙げられる。クッキーは1933年に生まれ、2016年に83歳で寿命を迎えた。サンディエゴ動物園で飼育されていたオオバタンの「King Tut」（「ツタンカーメン大王」の意）は、1990年にほぼ69歳で死亡した。さらに、あるヤシオウムはロンドン動物園で2000年に56歳を迎えた。一方、伝説的な報告には、これらを上回るとされる事例が存在する。シドニーのトム・アグリーズ・ポイントのキバタン「生意気ベネット」は有名で、100年以上生きたとされる。「生意気ベネット」は羽根を失い、生涯の大半を裸で過ごした。また、オーストラリアの動物園では80歳また90歳を超えたヤシオウムがいたと言われている。さらに、1904年にオーストラリア中央部で巣にいたところ捕獲されたアカビタイムジオウムが、1970年代後半でも生きていたとの報告がある。2010年2月には、セブ島で「アーサー」という個体が90歳であるという主張があった。アーサーはセブ島のダラギュテで家族と数代にわたって暮らしたのち、セブ市動物園に持ち込まれた。
調教されたオウムは、動物園のバードショウなどで見られることもある。一般的に、他の鳥に比べて食物による動機付けが弱いため、撫でられたり褒められたりする方が、食物より強い動機付けになることもあるという。パロットハーネスを着用し、屋外に連れ出せるよう訓練されることもある。オウムは動物介在療法にも利用されており、一般的には高齢者福祉施設で見られる。
音楽に強い反応を示すこともしばしばあり、ポピュラー音楽に合わせて「ダンス」する映像が多数存在している。2008年の研究によれば、アルーキバタンの「スノーボール」は音楽の拍子に合わせて体を動かすことができ、明確に拍子を取る能力があることが示された。

### 歴史と文化
オウムや大型インコは日本にも非常に古くから輸入されている。最古の記録は647年（大化3年）に遡り、金春秋が人質として送られた際、新羅から献上されたものである。656年には、遣百済使の難波国勝らによってもたらされ、その後もたびたび輸入され続けたようである。藤原頼長の日記『台記』の1147年（久安3年）11月28日条には、鳥羽法皇が藤原忠実に貸したオウムについて記録がある。頼長はこのオウムについて、よく話すものの、漢語のためか何を言っているのか聞き取れないと記している。江戸時代に入ると、オウムは将軍や大名家で飼育され、庶民の見せ物小屋などでも見られるようになった。
ハンガリー出身の画家ヤコブ・ボグダーニ（1660–1724、1683年からアムステルダムに住み、その後イングランドに移った）は、好んで鳥をモチーフとし、オウムを描いた作品もある。また、オランダの画家メルヒオール・ドンデクーテル（1636–1695）の鳥の小品群には多くの種類が描かれているが、その中にオウムも描かれている。英国の画家ジョセフ・ライトの『空気ポンプの実験』では、不運なオウムが主題となっているが、オウムがどうなったかは絵画だけでは分からない。
1883年に出版されたロバート・ルイス・スティーヴンソンの小説『宝島』では、悪役のジョン・シルバーのオウム「フリント」が登場する。「フリント」は元船長と同名で、シルバーの肩を止まり木代わりにして鳴き声を上げる描写が多い。
20世紀初期の連邦建築様式の装飾では、オーストラリアの植物や動物が重要なモチーフとなり、オウムも重要な役割を果たした。英国の画家ウィリアム・ロバーツは、1958年にカムデン・タウンのペットショップを訪れた際にインスピレーションを得て、『The Cockatoos』を描いた。この作品はテイト・ギャラリーに展示されている。アメリカの芸術家、彫刻家のジョゼフ・コーネルは、紙を切り抜いて作ったオウムを作品の中に配置することで知られていた。
オーストラリア首都特別地域政府は1997年2月27日に、アカサカオウムを動物相の象徴として公式に採用した。短命に終わった格安航空会社のインパルス・エアラインは、キバタンをユニフォームと機体のマーキングに採用していた。ヤシオウムはユニークな嘴と顔の彩色を持ち、World Parrot Trust のシンボルに使用されている。
1970年代の刑事物の映像作品では、複数の作品で主人公のペットになっている。1973年の映画『セルピコ』では、アル・パチーノが白いオウムを飼っていた。テレビ番組の『刑事バレッタ』では、ロバート・ブレイクがアオメキバタンの「フレッド」とともに登場し、この番組の人気は、1970年代後半にオウムがペットとして人気が高まる様子と一致している。オウムは広告にも頻繁に登場する。2008年には、コカトゥー・リッジ・ワイナリー社による（後にトーンが抑えられたが）挑発的な広告キャンペーンにも用いられている。また、セキュリティ重視のイタリア産PC用OSであるParrot OSにはオウムがデザインされており、個人用のParrot Homeなどが無償で公開されている。